# Colligatief
Colligatieve verschijnselen zijn die verschijnselen in de thermodynamica die zuiver door het aantal deeltjes in het systeem en niet door hun massa bepaald worden.
Een goed voorbeeld is het verschijnsel van de smeltpuntsverlaging. Wanneer aan een vloeistof een stof toegevoegd wordt die daarin oplost, wordt het smeltpunt lager. In de winter wordt daar vaak gebruik van gemaakt bij het strooien met pekel om de wegen ijsvrij te houden.
Bij voldoende verdunde oplossingen is de grootte van de vriespuntsdaling afhankelijk van het aantal moleculen, niet hun grootte. Wanneer men dus een bepaald aantal grammen van een oplosbare stof toevoegt, en men meet de vriespuntsdaling dan kan men terugrekenen hoeveel deeltjes er in de oplossing bij gekomen zijn. Wanneer men dan het aantal toegevoegde grammen deelt door het aantal deeltjes weet men het molecuulgewicht of de molaire massa.
Naast de vriespuntsdaling zijn ook kookpuntsverhoging, isotherme dampspanningsverlaging en osmotische druk colligatieve verschijnselen. Osmometrie wordt nog wel toegepast om molaire massa's te bepalen, maar het werkt maar tot een massa van 8000 Dalton. 
Vandaag de dag is er eigenlijk alleen in de polymeerchemie nog belangstelling om molaire massa's te kunnen bepalen en dan zijn die massa's meestal veel groter. Daarom is osmometrie grotendeels verdrongen door andere technieken zoals Size Exclusion Chromatography (SEC) gekoppeld met Low Angle Laser Light Scattering (LALLS). Strooiing van laserlicht kan molaire massa's tot in de miljoenen meten.